# Tempel von Antas

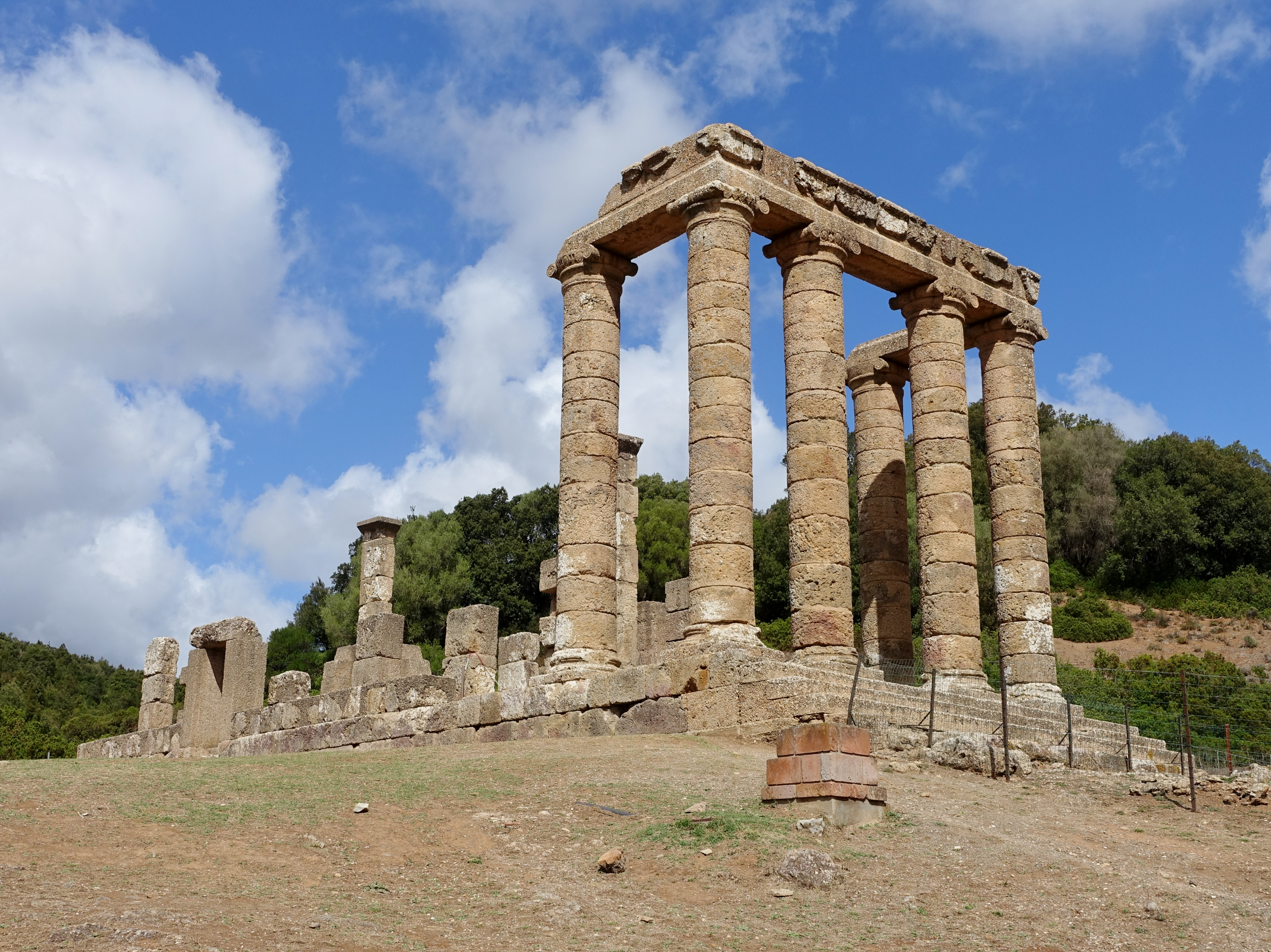
Römischer Tempel von Antas

Der Tempel von Antas (italienisch Tempio di Antas) ist ein ursprünglich punisches, später römisches Heiligtum auf Sardinien, das dem Sardus Pater geweiht war. 

## Lage
Der Tempel liegt an den Hängen des Berges Conca ‘e s’Omu im Tal des Flusses Antas, etwa 1,6 Kilometer nordöstlich des Weilers Sant’Angelo und 9 Kilometer nordwestlich der Stadt Iglesias. Sein Standort gehört zum Gemeindegebiet von Fluminimaggiore in der sardischen Provinz Sud Sardegna.

## Beschreibung

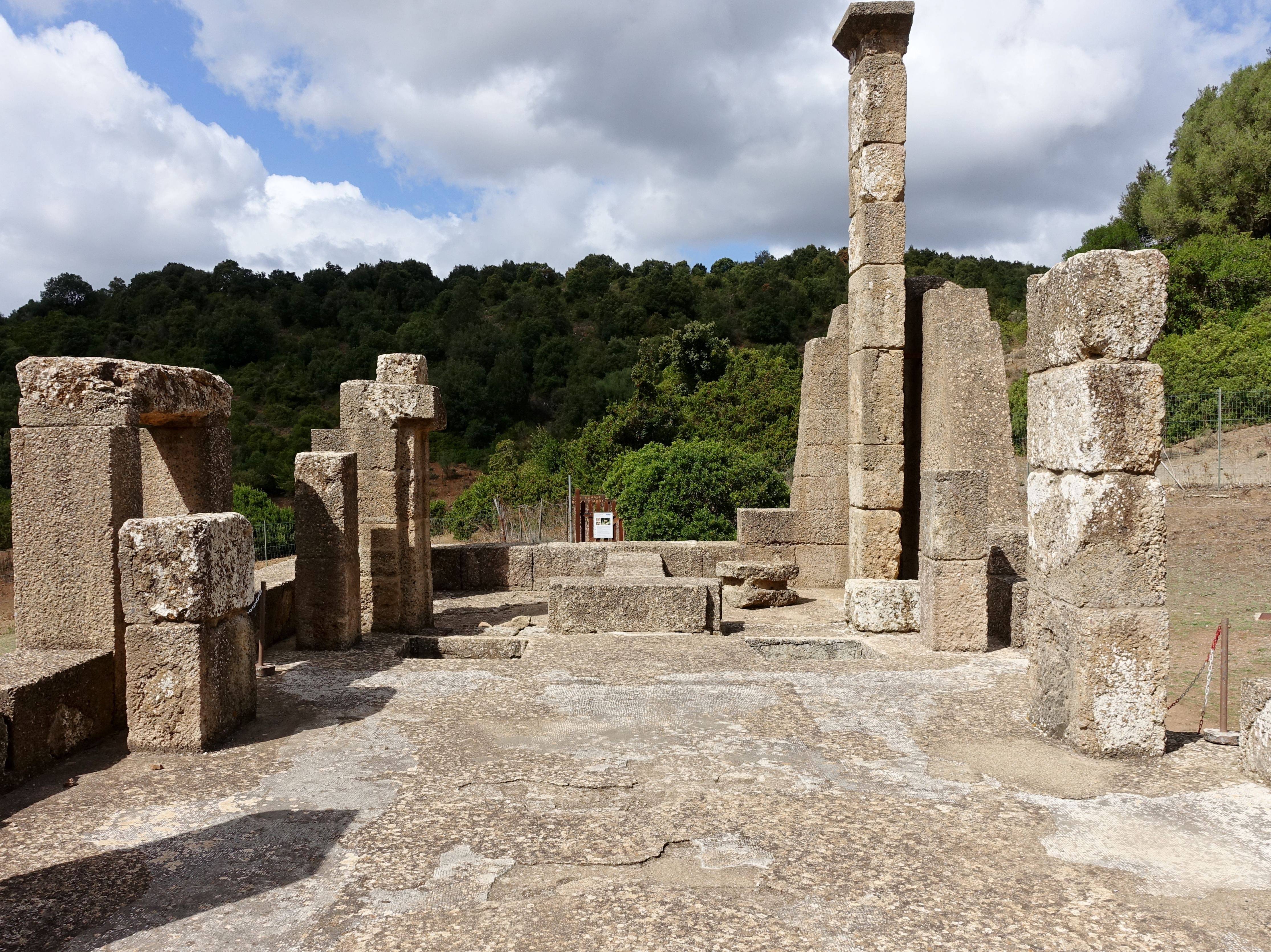
Cella und Adyton

Claudius Ptolemäus aus Alexandria beschrieb im zweiten Jahrhundert n. Chr. ein Heiligtum, das dem Sardus Pater geweiht war. Nach seinen Angaben soll es an den Quellen des sacer fluvius, des heiligen Flusses, gelegen haben, bei dem es sich nur um den heutigen Rio Antas handeln könnte. 

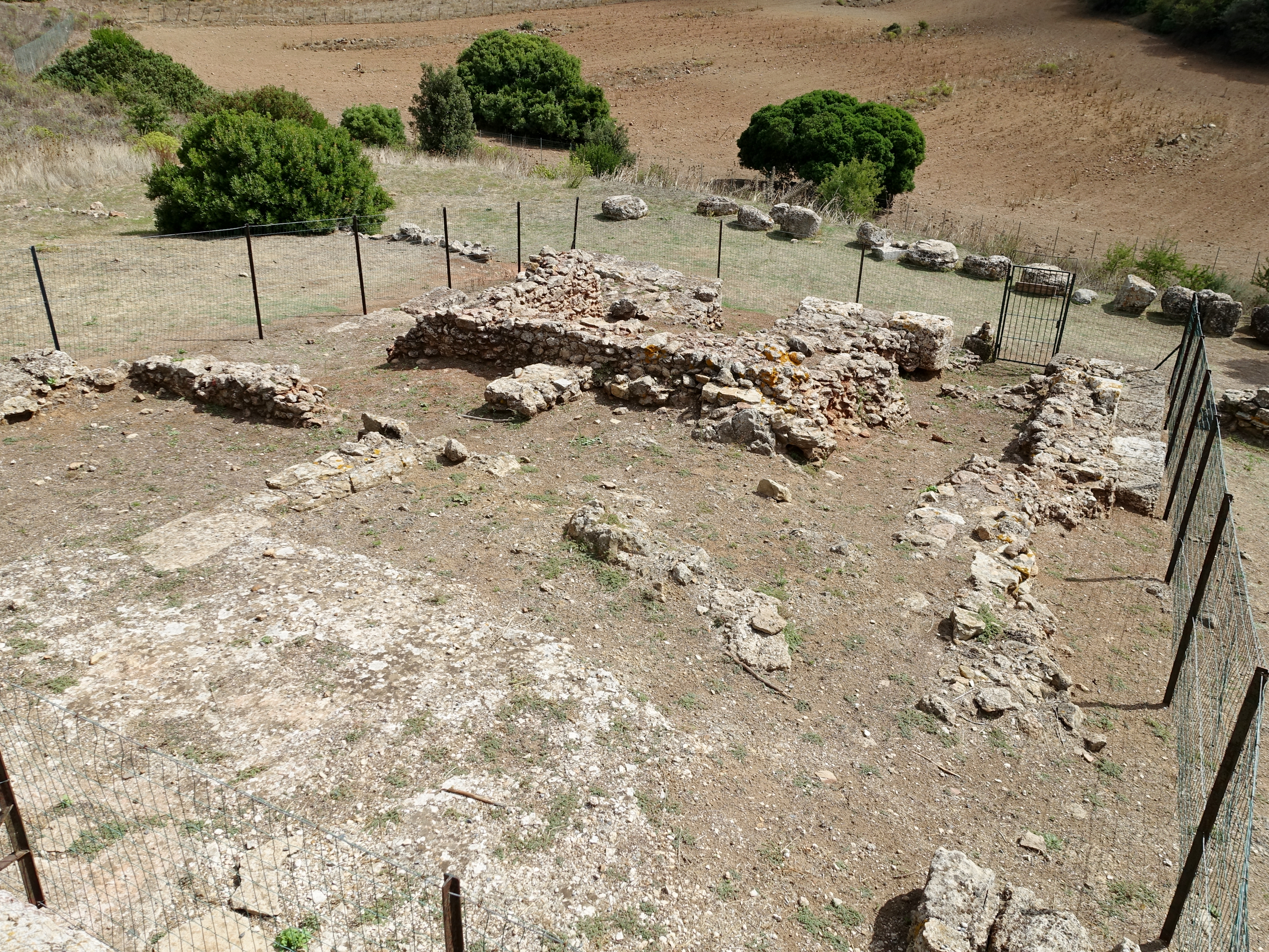
Reste des punischen Tempels

Als die Punier Ende des 5. Jahrhunderts v. Chr. ihren Tempel im Antas-Tal an der Stelle eines älteren rechteckigen Heiligtums aus dem 6. Jahrhunderts v. Chr. errichteten, war der Ort bereits von einer der sardischen Kulturen als sakral markiert. 1984 fanden Archäologen in der Nähe der Kultstätte mehrere Gräber der Nuraghenkultur. Etwa 250 Meter südwestlich befinden sich die Grundmauern eines ehemaligen Nuraghendorfes, bestehend aus sieben Rundbauten, die im 13. Jahrhundert v. Chr. entstanden und im spätrömischen Zeitalter erneut genutzt wurden. Am punischen Tempel wurden im 4. Jahrhunderts v. Chr. Veränderungen vorgenommen, die vor allem die äußeren Verzierungen betrafen.
Um 38 v. Chr. wurde der Tempel von den Römern unter Kaiser Augustus abgerissen und neu errichtet. Das von den Puniern für den Gott Sid (einen Sohn Melkarts) errichtete Heiligtum wurde nun dem Sardus Pater geweiht. Der entsprechende Teil der Inschrift, die bei der Restaurierung des inzwischen stark verfallenen Tempels während der Regierungszeit des Kaisers Caracalla in den Jahren 213–217 oder 215–217 angebracht wurde, lautet lateinisch TEMPLU[M D]EI [SA]RDI PATRIS BAB[I] (CIL 10, 07539). Vom punischen Tempel sind nur noch Relikte der Grundmauern vor dem Eingang zum römischen Tempel zu erkennen. Auch vom römischen Heiligtum, bestehend aus Pronaos, Cella und Adyton, blieb wenig erhalten. Es sind sechs Säulen und die zwanzig Meter lange Fundamentplattform. Üblicherweise richteten die Römer ihre Tempel nach Osten aus. Dieser römische Tempel ist, wie sein punischer Vorläufer, in nordwestliche Richtung gewandt.

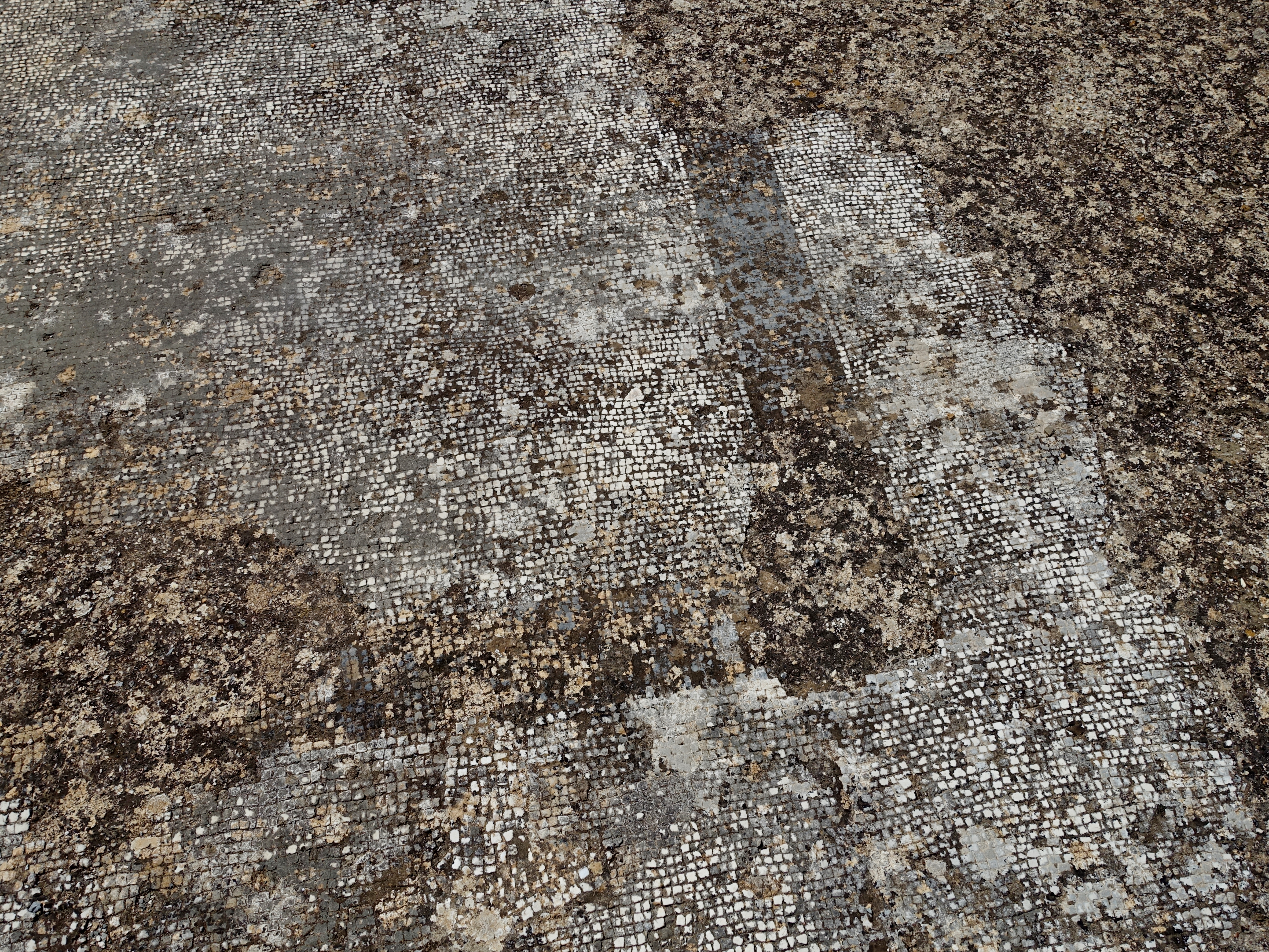
Bodenmosaik in der Cella

Am südöstlichen Eingang des römischen Tempels stehen vier etwa acht Meter hohe Säulen aus heimischem Kalkstein, die bei der 1976 abgeschlossenen Restaurierung wiederaufgerichtet wurden. Sie besitzen attische Basen, glatte Säulenschäfte und ionische Kapitelle. Der Pronaos hinter den Säulen ist sieben Meter tief. Sein Boden wurde von Raubgräbern vollständig zerstört und nur marginal rekonstruiert. Die sich anschließende Cella weist noch Teile des schwarz-weißen Bodenmosaiks auf, das die gesamte Fläche bedeckte. Im hinteren Bereich führen zwei Türöffnungen in das zweigeteilte Adyton. Vor ihnen sind in der Cella zwei Becken für rituelle Waschungen in den Boden eingelassen, die mit Kalkputz abgedichtet wurden und in die je drei Stufen hinunterführen. Es wird angenommen, dass im Adyton zwei etwa drei Meter hohe Bronzestatuen standen, eine des Sardus Pater, von der der Finger einer Hand gefunden wurde, die andere möglicherweise dessen Vater, den libysch-sardischen Makeris (Melkart-Erakle) darstellend, auf den aufgefundene Votivgaben hindeuten.
Mit der Christianisierung wurde der Tempel von Antas um das 4. Jahrhundert n. Chr. geschlossen.

## Metalla
Der Ort des Heiligtums mit den umgebenden antiken Kalksteinbrüchen und den Abbaustätten von Blei- und Eisenerz wurde mit dem an der Straße von Tibula an der Nordspitze Sardiniens nach Sulcis im Süden verlaufenden Straße liegenden Ort Metalla identifiziert.